# بنين في الألعاب الأولمبية
بنين في الألعاب الأولمبية الألعاب الأولمبية هي من أهم الأحداث الرياضية في بنين، تقوم اللجنة الأولمبية الوطنية النينية بالإشراف في شؤون مشاركة بنين في الألعاب الأولمبية، شاركت بنين أول مرة في الألعاب الأولمبية في دورة 1980 في موسكو في الاتحاد السوفيتي، لم تفز أنغولا حتى الآن بأي ميدالية أولمبية.